# Star Wars: Rebellion (joc de taula)
Star Wars: Rebellion és un joc de taula d'estratègia asimètric dissenyat per Corey Konieczka i publicat per Fantasy Flight Games l'any 2016. L'ambientació del joc està inspirada en la trilogia original de Star Wars. Un dels jugadors controla l'Imperi Galàctic i l'altre l'Aliança Rebel. Cada jugador segueix un camí diferent cap a la victòria. L'Imperi Galàctic juga buscant trobar la base del jugador de l'Aliança Rebel i destruint-la, mentre que el jugador de l'Aliança Rebel intenta evitar la detecció de l'Imperi Galàctic i sabotejar els seus esforços. El joc va rebre crítiques molt positives i va guanyar nombrosos premis.
Star Wars: Rebellion permet als jugadors recrear el "conflicte èpic" entre l'Aliança Rebel i l'Imperi Galàctic. Els jugadors prenen el control de diversos personatges destacats de la saga Star Wars, enviant-los a missions secretes i liderant tropes en combat per tota la galàxia.
Les dues faccions tenen estratègies i objectius diferents. L'Aliança Rebel és molt inferior en nombre de tropes i té poques possibilitats d'afrontar una lluita frontal contra l'Imperi; en canvi, ha de romandre amagat i confiar en subterfugis, tàctiques de guerrilla i diplomàcia per sabotejar l'Imperi. Els rebels guanyen el joc obtenint prou suport per iniciar una revolta galàctica a gran escala i enderrocar l'Imperi.
L'Imperi Galàctic és un règim vast i tirànic que governa molts sistemes a tota la galàxia amb mà de ferro. Els imperials poden construir fàcilment armes de guerra terrorífiques en grans quantitats. Tot i que les seves forces són moltes, la seva única possibilitat d'apagar l'espurna de la rebel·lió és estendre's per tota la galàxia, sufocar aixecaments i localitzar i conquerir la base rebel oculta per poder guanyar.

## Joc
Cada ronda de joc es divideix en 3 fases: la fase d'assignació, la fase de comandament i la fase de recuperació. Durant la fase d'assignació, cada jugador, començant pel jugador Rebel, assigna els seus líders a missions. A continuació, a la fase de comandament, els jugadors es tornen per revelar missions o activar sistemes per poder moure tropes. Finalment, a la fase de recuperació, cada jugador recupera tots els seus líders i treu dues cartes de missió. El jugador imperial treu dues cartes de sonda i el jugador rebel treu una carta d'objectiu. L'indicador de temps avança una posició i es despleguen tropes pel tauler. El jugador rebel mou el seu marcador de reputació cap al marcador de temps si ha completat algun dels objectius.
Si, generalment durant la fase de comandament, un sistema conté unitats rebels i imperials a la superfície terrestre i/o a l'òrbita espacial, aleshores el combat té lloc fins que ambdós àmbits contenen només unitats d'un bàndol. El combat consisteix a tirar daus per determinar els impactes i en utilitzar cartes tàctiques per dur a terme accions addicionals en atac i en defensa.
El joc acaba quan:
- el jugador imperial conquereix el sistema de la base rebel (guanyen els imperials).
- el jugador rebel té el marcador de reputació i el marcador de temps al mateix espai de la pista de temps (guanyen els rebels).

## Components
- Un tauler de joc (dividit en 2 meitats)
- Diversos tipus de cartes utilitzades per als objectius del jugador, missions, accions, tàctiques i sondes per buscar la base rebel.
- Un petit tauler de facció per a cada jugador.
- Miniatures de plàstic que representen les flotes i tropes imperials i rebels.
- Figures de cartó que representen els líders de cada facció.
- Diversos marcadors de cartó utilitzats per representar i fer un seguiment dels danys, sistemes destruïts, lleialtat a la facció, estats dels personatges i progressió del joc.
- Daus personalitzats utilitzats durant el combat dins del joc.
- Un llibret de regles i un fullet per aprendre a jugar.[4]

## Expansió
La primera expansió de Star Wars: Rebellion es Rise of the Empire i es va publicar el 2017. Aquesta expansió es va centrar a afegir personatges, unitats i missions de la pel·lícula Rogue One, l'expansió també va revisar el sistema de combat anomenant sistema Cinematic Combat. L'expansió va ser nominada a la millor expansió del joc de taula Golden Geek 2017.

## Premis
El joc ha rebut diversos premis i honors:
- Premi UK Games Expo 2016 al millors joc de taula amb miniatures[9]
- Nominat al Golden Geek de l'any 2016[9]
- Guanyador del Golden Geek al millor joc de taula per a 2 jugadors de l'any 2016[10]
- Nominat a Goblin Magnifico el 2017[11]
- Nominat als International Gamers Award - Estratègia general: per a dos jugadors[12]
- Nominat al The Laurels: Best Immersionist Games de 2016[13]
- Nominat al millor joc de taula de ciència-ficció o fantasia 2016

## Recepció
El joc ha rebut crítiques positives. Ars Technica ha assenyalat que el joc "té un sistema de joc vibrant en el seu nucli", Polygon l'ha descrit com un "joc èpic, fidel a l'esperit de les pel·lícules originals" i "val la pena el teu temps" i BGL ha esmentat que el joc "ofereix l'experiència més completa de Star Wars en jocs de taula". Meeple Mountain també ha comentat positivament que "Star Wars: Rebellion no només s'adapta al tema, sinó que el CLAVA". El gener de 2022, Star Wars Rebellion es troba entre els deu millors jocs de BoardGameGeek, amb una valoració mitjana de 8,4/10 amb un total de 31.000 valoracions.